# Ronny Rodelin
Sylvio Ronny Rodelin (Saint-Denis, 18 novembre 1989) è un calciatore francese, centrocampista o attaccante del Montigny.

## Carriera

### Club
Dopo aver militato nel Nantes e nel Troyes, nel 2011 viene acquistato dal Lille.

### Lilla
Nell'estate del 2011 viene acquistato per 1500000 € dal Nantes da parte del Lilla. Esordisce con la nuova maglia nella prima giornata di campionato nel pareggio per 1-1 contro il Nancy. La stagione più importante per lui però è la stagione 2012/2013 dove verso la metà del campionato venne utilizzato con continuità dal tecnico di allora Rudi Garcia. Il 2 ottobre 2012 fa il suo esordio in Champions League nella sconfitta per 2-0 sul campo del Valencia al Mestalla. Il primo gol lo trova il 3 marzo nella gara casalinga vinta per 2-1 contro il Bordeaux. Chiude la stagione con 23 presenze e 3 gol.
Nella stagione 2013-2014 diventa uno dei titolari scelti dal nuovo tecnico Rene Girard. Il primo gol stagionale lo trova il 24 settembre in occasione di Lilla-Evian TG, partita finita 3-0 per la squadra di casa. Il secondo gol stagionale arriva nel derby del nord vinto 1-0 contro il Valenciennes proprio grazie al suo gol. Il 5 gennaio 2014 nella partita vinta per 3-1 sul campo dell'Amiens in Coupe de France sigla il gol del definitivo 3-1 per i suoi. Torna al gol e anche stavolta in Coupe de France nella partita Lille-Caen 3-3, vinta poi dal Lille ai rigori, segnando il gol del momentaneo 1-2 al minuto 34'. Conclude la stagione con 35 presenze e 4 gol complessivi.
Il 2 ottobre 2014 trova la prima presenza in Europa League con la maglia del Lille nella gara pareggiata 1-1 sul campo del Wolfsburg.

## Statistiche

### Presenze e reti nei club
Statistiche aggiornate al 2 settembre 2018.
| Stagione        | Squadra         | Campionato      | Campionato | Campionato | Coppe nazionali | Coppe nazionali | Coppe nazionali | Coppe continentali | Coppe continentali | Coppe continentali | Altre coppe | Altre coppe | Altre coppe | Totale | Totale | Totale |
| Stagione        | Squadra         | Comp            | Pres       | Reti       | Comp            | Pres            | Reti            | Comp               | Pres               | Reti               | Comp        | Pres        | Reti        | Pres   | Gol    |        |
| --------------- | --------------- | --------------- | ---------- | ---------- | --------------- | --------------- | --------------- | ------------------ | ------------------ | ------------------ | ----------- | ----------- | ----------- | ------ | ------ | ------ |
| 2008-2009       | Nantes          | L1              | 6          | 0          | CF+CdL          | -               | -               | -                  | -                  | -                  | -           | -           | -           | 6      | 0      |        |
| 2009-2010       | Nantes          | L2              | 4          | 0          | CF+CdL          | 0+0             | 0+0             | -                  | -                  | -                  | -           | -           | -           | 4      | 0      |        |
| 2010-2011       | Nantes          | L2              | 15         | 5          | CF+CdL          | 3+0             | 0+0             | -                  | -                  | -                  | -           | -           | -           | 18     | 5      |        |
| Totale Nantes   | Totale Nantes   | Totale Nantes   | 25         | 5          |                 | 3               | 0               |                    | 0                  | 0                  |             | 0           | 0           | 28     | 5      |        |
| 2011-2012       | Lilla           | L1              | 9          | 0          | CF+CdL          | 2+1             | 0+0             | UCL                | 2                  | 0                  | SF          | 1           | 0           | 15     | 0      |        |
| 2012-2013       | Lilla           | L1              | 23         | 3          | CF+CdL          | 3+3             | 0+1             | UCL                | 3                  | 0                  | -           | -           | -           | 32     | 4      |        |
| 2013-2014       | Lilla           | L1              | 30         | 2          | CF+CdL          | 4+1             | 2+0             | -                  | -                  | -                  | -           | -           | -           | 35     | 4      |        |
| 2014- gen. 2015 | Lilla           | L1              | 14         | 0          | CF+CdL          | 0+1             | 0+0             | UCL+UEL            | 2+5                | 0+0                | -           | -           | -           | 22     | 0      |        |
| Totale Lilla    | Totale Lilla    | Totale Lilla    | 76         | 5          |                 | 15              | 3               |                    | 12                 | 0                  |             | 1           | 0           | 91     | 8      |        |
| feb.-giu. 2015  | R.E. Mouscron   | PL              | 12         | 3          | CB              | 0               | 0               | -                  | -                  | -                  | -           | -           | -           | 12     | 3      |        |
| 2015-2016       | Caen            | L1              | 35         | 10         | CF+CdL          | 1+1             | 0+0             |                    | -                  | -                  |             | -           | -           | 37     | 10     |        |
| 2016-2017       | Caen            | L1              | 37         | 9          | CF+CdL          | 2+1             | 2+0             |                    | -                  | -                  | -           | -           | -           | 40     | 11     |        |
| 2017-2018       | Caen            | L1              | 37         | 5          | CF+CdL          | 4+2             | 1+0             | -                  | -                  | -                  | -           | -           | -           | 43     | 6      |        |
| Totale Caen     | Totale Caen     | Totale Caen     | 109        | 24         |                 | 11              | 3               |                    | 0                  | 0                  |             | 0           | 0           | 120    | 27     |        |
| 2018-2019       | Guingamp        | L1              | 2          | 0          | CF+CdL          | 0+0             | 0+0             |                    | -                  | -                  |             | -           | -           | 0      | 0      |        |
| Totale carriera | Totale carriera | Totale carriera | 224        | 38         |                 | 29              | 6               |                    | 12                 | 0                  |             | 1           | 0           | 266    | 44     |        |